# دونگکنگ
دونگکنگ (به لاتین: Dongkeng) یک شهرک در جمهوری خلق چین است که در دونگوان واقع شده‌است.